# Jim DeRogatis

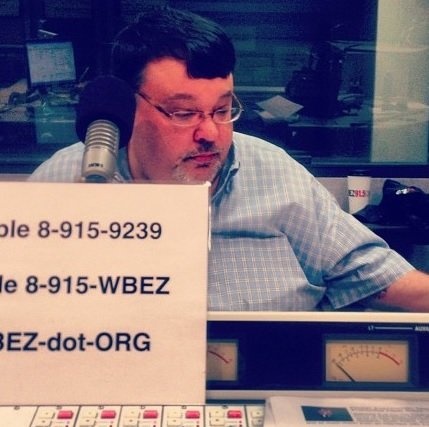
Jim DeRogatis (2012)

Jim DeRogatis (* 1964 in New Jersey) ist ein US-amerikanischer Radiomoderator und Musikjournalist.

## Leben
DeRogatis besuchte zunächst die Hudson Catholic Regional High School in New Jersey bevor er an der New York University Journalismus und im Nebenfach Soziologie studierte. Im Jahr 1986 schloss er sein Studium mit einem Bachelor in Journalismus ab. Kurz vor Abschluss seines Studiums begann er parallel dazu als Journalist beim The Jersey Journal und arbeitete von 1996 bis 2010 als Popmusikkritiker bei der Chicago Sun-Times. Zwischenzeitlich arbeitete DeRogatis auch für die Magazine Rolling Stone, Guitar World, Modern Drummer und Spin. Ab den 2010er Jahren schrieb er für The New Yorker. Außerdem veröffentlichte er mehrere Bücher, darunter eine Lester-Bangs-Biographie und ein Buch über die Flaming Lips. 
Er hat seit 2010 eine assoziierte Professur für Englisch und kreatives Schreiben am Columbia College Chicago. DeRogatis ist neben Greg Kot Moderator der Radio-Talkshow Sound Opinions, die landesweit ausgestrahlt wird.
Er ist seit 2003 das zweite Mal verheiratet und hat eine Tochter aus erster Ehe.